# Norgesmesterskapet 1905
La Norgesmesterskapet 1905 di calcio fu la 4ª edizione del torneo. Terminò il 10 settembre 1904, con la vittoria dell'Odd sull'Akademisk per 2-1. Fu il terzo titolo nella storia del club, che giunse consecutivamente agli altri due.

## Risultati

### Semifinale
| Squadra 1 | Risultato | Squadra 2   |
| --------- | --------- | ----------- |
| Akademisk | 3 – 0     | Fredrikstad |
| Eidsvold  | 0 – 1     | Odd         |

### Finale
| Arbitro: | Nordlie (Kristiania) |

|             |           |       |
| ? 56’ ? 71’ | Marcatori | 85’ ? |

#### Formazioni
| Odd (2-3-5) |  |                    |
|             |  |                    |
| POR         |  | Andrew Johnsen     |
| DIF         |  | Guttorm Hol        |
| DIF         |  | Erling Jensen      |
| CEN         |  | Bernhard Halvorsen |
| CEN         |  | Fridtjof Nilsen    |
| CEN         |  | Ingvald Ustad      |
| ATT         |  | Petter Hol         |
| ATT         |  | Johan Nilsen       |
| ATT         |  | Øivind Gundersen   |
| ATT         |  | Berthold Pettersen |
| ATT         |  | Daniel Gasman      |

| Akademisk (2-3-5) |  |                       |
|                   |  |                       |
| POR               |  | Michael Kaas          |
| DIF               |  | Oskar Strugstad       |
| DIF               |  | Alf Killen            |
| CEN               |  | Henning Wiese         |
| CEN               |  | Erling Lorck          |
| CEN               |  | Christian Wiese       |
| ATT               |  | Thorvald Torgersen    |
| ATT               |  | Alf Bang              |
| ATT               |  | Nikolai Ramm Østgaard |
| ATT               |  | W. Lie                |
| ATT               |  | Severin Heyerdahl     |